# Колонна, Маркантонио V
Марканто́нио V Коло́нна (итал. Marcantonio V Colonna; 1608/1609, Рим, Папская область — 20 января 1659, там же) — аристократ из  рода Колонна, герцог и князь Палиано. Великий коннетабль Неаполитанского королевства. Кавалер ордена Золотого руна.

## Биография
Точное время рождения Марконионио V неизвестно. В источниках указан период между 1608 и 1609 годами. Он был сыном Филиппо I Колонна, герцога и князя Палиано из рода Колонна и донны Лукреции Томачелли. По отцовской линии приходился внуком дону Фабрицио Колонна, наследному принцу Палиано и донне Анне Борромео из рода графов Ароны. По материнской линии был внуком Джакомо Томачелли, синьора Галатро и донны Ипполиты Руффо из рода герцогов Баньяра. Родными сестрой и братом Маркантонио были Анна Колонна́, в замужестве княгиня Палестрины и кардинал Джироламо Колонна.
После смерти Филиппо I выяснилось, что своим преемником он назначил среднего сына, кардинала Джироламо. Это вызвало недовольство у его старшего сына, Федерико, и стало причиной войны между братьями. Маркантонио уже с 1639 года носил титул герцога и князя Палиано. После смерти Федерико в 1641 году, не оставившего потомства, распри прекратились, и он взошёл на престол княжества Палиано под именем Маркантонио V.
В его правление в 1656 году в княжестве разразилась эпидемия чумы, унёсшая много жизней. По этой причине он перенес резиденцию рода Колонна ди Палиано в Рим.
Маркантонио V Колонна умер 20 января 1659 года в Риме, в Папской области.

### Брак и потомство
25 апреля 1629 года в Палермо Маркантонио V сочетался браком с сицилийской аристократкой, донной Изабеллой Джоэни-и-Кардона (9.11.1603 — 12.01.1655), дочерью дона Лоренцо Джоэни-и-Кардона и донны Антонии Аварна. Этот брак принёс ему титулы князя Кастильоне, герцога Миральи, маркграфа Джулианы, графа Кьюзы и синьора многочисленных феодов. В семье Маркантонио и Изабеллы родились шесть дочерей и два сына:
- донна Анна  (7.04.1631 — 30.06.1689), римская дворянка и венецианская патрицианка, в Риме 24 февраля 1653 года сочеталась браком с доном Паоло Спинола (24.02.1628 — 24.12.1699), герцогом Сан-Северино и Сесто, маркграфом де лос Бальбасес, испанским грандом первого класса;
- донна Мария Изабелла, римская дворянка и венецианская патрицианка, монахиня-доминиканка в монастыре Святых Доминика и Сикста в Риме;
- донна Мария Джиролама, римская дворянка и венецианская патрицианка, монахиня-доминиканка в монастыре Святых Доминика и Сикста в Риме;
- дон Лоренцо Онофрио (1637 — 15.04.1689), герцог и князь Палиано под именем Лоренцо I Онофрио, великий коннетабль Неаполитанского королевства, князь Кастильоне, герцог Тальякоццо и прочая, вице-король Арагонского и Неаполитанского королевств, кавалер ордена Золотого руна, в Париже 15 апреля 1661 сочетался браком с Марией Манчини (1639 — 11.05.1716), дочерью римского дворянина Микеле Лоренцо Манчини и римской дворянки Джиронимы Мазарини;-1716)
- дон Филиппо (1642 — 20.04.1686), римский дворянин, венецианский и неаполитанский патриций, синьор Соннино, кавалер ордена Святого Духа, основатель линии Колонна-Стильяно, в Риме 18 февраля 1671 года сочетался браком с донной Клелией Чезарини (22.05.1655 — 12.09.1735), дочерью дона Джулиано Чезарини, князя Дженцано, герцога Чивиталавинии, маркграфа Ардеи и донны Маргариты Савелли из рода князей Венафро и Альбано;
- донна Мария Алессандра (ум. 26.12.1706), римская дворянка и венецианская патрицианка, монахиня-доминиканка в монастыре Святых Доминика и Сикста и монастыре Святой Руфины в Риме;
- донна Мария Коломба, римская дворянка и венецианская патрицианка, монахиня-доминиканка в монастыре Святых Доминика и Сикста в Риме;
- донна Лукреция (1652 — 8.08.1716), римская дворянка и венецианская патрицианка, сочеталась первым браком с доном Стефано Колонна, герцогом Бассанелло, в 1677 году — вторым браком с доном Джузеппе Лотарио Конти (1651—1724), герцогом Гваданьоло, князем-ассистентом папского престола[2].

### Титул
6-й герцог и князь Палиано, князь Кастильоне, герцог Миралья, маркиз Джулиана, барон Санта-Катерина, благородный римлянин, патриций Неаполитанский и патриций Венецианский, кавалер Ордена Золотого руна.
Звания кавалера Ордена Золотого руна он был удостоен в 1646 году.